# فوجو کامیو
فوجو کامیو (انگلیسی: Fūju Kamio؛ زادهٔ ۲۱ ژانویهٔ ۱۹۹۹) بازیگر اهل ژاپن است.